# Dépérissement foliaire du cocotier
Le dépérissement foliaire du cocotier est une maladie des plantes provoquée par un virus qui affecte les cocotiers (Cocos nucifera) au Vanuatu. 
Cette maladie, connue aussi sous le nom de « maladie du cocotier des Nouvelles-Hébrides », a été longtemps confondue avec le jaunissement mortel du cocotier. Elle n'est connue qu'au Vanuatu, où elle ne touche que les variétés introduites, les variétés locales n'étant pas affectées.

## Agent pathogène
L'agent pathogène responsable de cette maladie est un phytovirus du genre nanovirus, Coconut foliar decay virus (CFDV, virus du dépérissement foliaire du cocotier) dont le seul hôte connu est le cocotier, en particulier le cultivar 'Malayan Red Dwarf'. C'est un virus à ADN circulaire à simple brin (groupe II). La taille du génome est de 1,29 kb. Le virion  est une particule isométrique de 20 nm de diamètre.
Ce virus est transmis, de manière semi-persistante ou persistante, par un insecte vecteur de l'ordre des hémiptères, Myndus taffini, appartenant à la famille des Cixiidae.

## Symptômes
Le dépérissement foliaire du cocotier se manifeste par le jaunissement des feuilles, qui commence par les folioles situées à la base de la feuille. Ce phénomène touche d'abord le tiers supérieur de la couronne, suivi par une nécrose latérale des pétioles. Les premières feuilles affectées tombent, laissant un vide entre les feuilles basses encore vertes et celles du sommet jaunissantes. La couronne prend alors l'aspect d'un X caractéristique. Les inflorescences correspondant aux feuilles atteintes se nécrosent à leur tour et la production de noix de coco cesse. Chez les cultivars sensibles, l'arbre meurt dans un délai d'un à deux ans après le début de la maladie.
Dans certains cas, on constate au bout d'un à deux ans une rémission des symptômes chez certains palmiers appartenant à des variétés sensibles. Ces palmiers résistent ensuite à la maladie lorsqu'ils sont à nouveau exposés à l'infection. Le mécanisme de la rémission et de l'immunité acquise est inconnu  ,.

## Méthodes de lutte
Il existe deux méthodes efficaces pour lutter contre cette maladie :
- l'élimination de l'insecte vecteur qui peut être obtenue par l'éradication autour des plantations de cocotier de la plante-hôte auquel cet insecte est inféodé à l'état larvaire, Hibiscus tiliaceus , appelé localement bourrao ;
- la sélection de cultivars résistant à la maladie, en s'appuyant sur les variétés locales, comme le 'Vanuatu Tall' et 'Vanuatu Red Dwarf ', qui sont infectées par le virus mais ne présentent pas les symptômes de la maladie[4].

## Réglementation
En France, le dépérissement foliaire du cocotier est recensé à l'annexe B de l'arrêté du 31 juillet 2000 établissant la liste des organismes nuisibles aux végétaux, produits végétaux et autres objets soumis à des mesures de lutte obligatoire.